# Challenger (tenk)
Challenger (službeno eng. Cruiser Mark VIII Challenger) je bio britanski brzi tenk u Drugom svjetskom ratu.
Nastao je zbog činjenice da Cromwell ima preslab i neučinkovit top. Stoga je Challenger osmišljen kao kombinacija tijela Cromwell tenka s kupolom u koju bi se ugradio 17-pounder top (76 mm) koji je projektiran 1941. godine i uspješno ugrađen u američki Sherman Firefly. Povećane dimenzije kupole su natjerale dizajnere da produlje tijelo tenka za nešto više od jednog i pol metra (sa 6,33 m na 8,15 m) i dodali su još jedan par nosećih kotača (Cromwell ih je imao pet). Povećane dimenzije su doprinijele i povećanju mase na 33 tone. Proizvedeno je oko 200 primjeraka ovog tenka.

### Zajednički poslužitelj
|  | Zajednički poslužitelj ima još gradiva o temi Challenger |